# Orepukia florae
Orepukia florae – gatunek pająka z rodziny Cycloctenidae. Występuje endemicznie na Nowej Zelandii.

## Taksonomia
Gatunek ten opisany został po raz pierwszy w 1973 roku przez Raymonda Roberta Forstera i Cecila Louisa Wiltona w czwartej części monografii poświęconej pająkom Nowej Zelandii. Jako miejsce typowe wskazano Mount Arthur.

## Morfologia
Holotypowy samiec ma karapaks długości 3 mm i szerokości 2,3 mm oraz opistosomę (odwłok) długości 2,7 mm i szerokości 2 mm. Allotypowa samica ma karapaks długości 3 mm i szerokości 2 mm oraz opistosomę długości 3,4 mm i szerokości 2,5 mm. Ośmioro oczu rozmieszczonych jest w dwóch rzędach, z których przedni jest prosty. Oczy tylno-środkowe leżą nieco dalej z tyłu niż tylno-boczne. Szczękoczułki ustawione są pionowo i mają po 2 zęby na krawędziach tylnych oraz po 2 większe i grupkę małych ząbków na krawędziach przednich bruzd. Odnóża są kolczaste. Kolejność par odnóży od najdłuższej do najkrótszej to: IV, I, II, III. Pazurki górne mają 10 ząbków, zaś pazurki dolne 4 ząbki. Opistosoma jest z wierzchu cętkowana z niewyraźnym wzorem obejmującym przepaski i szewrony. Zaopatrzona jest znacznie szerszy niż długi stożeczek z włoskami rozmieszczonymi w dwóch łatkach.

## Występowanie i ekologia
Gatunek ten jest endemitem Nowej Zelandii, znanym tylko z regionu Nelson na Wyspie Południowej. Spotykany był pod butwiejącymi kłodami.